# Dacia Buiucani
El FC Dacia Buiucani es un club de fútbol de Moldavia de la ciudad de Chisináu. Fue fundado en 1997 y juega en la Superliga de Moldavia.
El equipo era el principal equipo reserva del FC Dacia Chişinău hasta que este equipo desaparece en 2017.

## Palmarés
- Liga 1: 2

2022-23, 2024-25